# Ernst Märzendorfer
Répertoire
symphonies de Joseph Haydn
Ernst Märzendorfer  (né le 26 mai 1921 à Oberndorf bei Salzburg; décédé le 16 septembre 2009 à Vienne) est un chef d'orchestre et compositeur autrichien. C'est le premier chef d'orchestre qui a effectué un enregistrement de l'intégrale des symphonies de Joseph Haydn. Il a dirigé plusieurs premières d'opéras.

## Biographie
Märzendorfer est né à Oberndorf près de Salzbourg. Il a eu comme maîtres Robert Wagner à Graz et Clemens Krauss au Mozarteum à Salzbourg. Il a été nommé premier chef d'orchestre de l'Opéra de Graz en 1940. Il a fondé le Grazer A cappella Chor avec lequel il a effectué d'importantes premières (s Golgotha de Frank Martin). Il a été chef d'orchestre au Théâtre Colón de Buenos Aires pendant deux ans au début des années 1950. Il était alors l'assistant de Karl Böhm. En 1954, il a été chef invité au Festival de Salzbourg. De 1953 à 1958, il est devenu chef principal de l'Orchestre du Mozarteum de Salzbourg, et a effectué plusieurs tournées avec l'orchestre, y compris une tournée américaine très applaudie.
Il a été nommé directeur musical du Festival de Salzbourg à  Hellbrunn en 1976, où il a fait représenter une vingtaine d'œuvres de théâtre de Jacques Offenbach. Il est devenu chef permanent à l'Opéra national de Vienne en 1961, et s'est souvent produit à l'Opéra d'État de Berlin. En 1979, il a sorti de l'ombre l'opéra Fredigundis de Franz Schmidt. Le répertoire complet de Märzendorfer comprenait plus de quatre-vingts opéras (de Mozart à Wagner, Verdi, Debussy, Krenek et Milhaud).
Märzendorfer, qui jouait du piano, du violon et de l'alto, a également composé de la musique de chambre, des concertos pour piano, de la musique de scène et un ballet (Teufelsgarde 1944).

## Premières
Parmi les premières d'œuvres de Richard Strauss sous la baguette de Märzendorfer, on trouve :
- la première à New York de Capriccio
- la première à Rome de Der Rosenkavalier
- la première à Berlin de Die Frau ohne Schatten
- la première à Salzbourg du dernier opéra Des Esels Schatten (laissé incomplet par Strauss ; orchestré et complété par Karl Haussner)
- la première à Vienne de la première version du poème symphonique Macbeth[1].

Parmi les premières d'œuvres de  Richard Wagner, on trouve :
- la première à Naples et Rome de Siegfried
- la première à Berlin de Parsifal[1].

Autres premières :
- première mondiale de Tancredi et The Idiot de Hans Werner Henze (à Vienne),
- première à l'Opéra national de Vienne des Noces d'Igor Stravinsky [1].

## Enregistrements
Avec l'Orchestre de chambre de Vienne,  Märzendorfer a enregistré les 107 symphonies de Joseph Haydn.
Autres enregistrements :
- Vincenzo Bellini :  I Capuleti e i Montecchi
- Georges Bizet : Carmen[2]
- Emilio de' Cavalieri : La Rappresentatione di anima e di corpo[2]
- Gaetano Donizetti : Lucia di Lammermoor
- Giacomo Meyerbeer : Les Huguenots[2]
- Giuseppe Verdi: Aida, La traviata et Nabucco[2]
- Concertos pour harpe de Mozart, Boieldieu, Rodrigo, Handel, Spohr et d'autres, avec Nicanor Zabaleta.